# Decoupage
Decoupage is een begrip uit de filmtaal en is het omgekeerde van montage.
Decoupage is het verknippen of opdelen van een scène in kleine stukjes of shots. Dit wordt uitgedacht in de draaiboekfase. De wijze van decouperen is nooit willekeurig, maar afhankelijk van de sfeer of de spanning die men wil oproepen.
De beruchte "douchescène" uit Psycho (1960) van  Alfred Hitchcock is een bekend voorbeeld waarbij decoupage wordt toegepast en bijdraagt tot het verhogen van het dramatische effect. Per minuut telt men ongeveer 60 beeldwisselingen, een zeer snel beeldritme.